# 39. BAFTA-gála
A 39. BAFTA-gálát 1986-ban tartották, melynek keretében a Brit film- és televíziós akadémia az 1985. év legjobb filmjeit és alkotóit díjazta.

## Díjazottak és jelöltek
(a díjazottak félkövérrel vannak jelölve)

### Legjobb film
Kairó bíbor rózsája
- Amadeus
- Vissza a jövőbe
- Út Indiába
- A kis szemtanú

### Legjobb idegen nyelvű film
Redl ezredes (Oberst Redl) • Magyarország/Nyugat-Németország/Ausztria
- Carmen • Olaszország
- Dim Sum: A Little Bit of Heart • Amerikai Egyesült Államok
- Metró (Subway) • Franciaország

### Legjobb főszereplő
William Hurt - A Pókasszony csókja
- Victor Bannerjee - Út Indiába
- Harrison Ford - A kis szemtanú
- F.Murray Abraham - Amadeus

### Legjobb női főszereplő
Peggy Ashcroft - Út Indiába
- Kelly McGillis - A kis szemtanú
- Mia Farrow - Kairó bíbor rózsája
- Alexandra Pigg - Letter to Brezhnev

### Legjobb férfi mellékszereplő
Denholm Elliott - A birodalom védelme
- Saeed Jaffery - Az én mosodám
- James Fox - Út Indiába
- John Gielgud - Bőség

### Legjobb női mellékszereplő
Rosanna Arquette - Kétségbeesve keresem Susant
- Tracey Ullman - Bőség
- Anjelica Huston - A Prizzik becsülete
- Judi Dench - Wetherby

### Legjobb adaptált forgatókönyv
A Prizzik becsülete - Richard Condon, Janet Roach
- Út Indiába - David Lean
- Amadeus - Peter Shaffer
- The Shooting Party - Julian Bond

### Legjobb eredeti forgatókönyv
Kairó bíbor rózsája - Woody Allen
- Vissza a jövőbe - Robert Zemeckis, Bob Gale
- Az én mosodám - Hanif Kureishi
- A kis szemtanú - Earl Wallace, William Kelley

### Legjobb operatőri munka
Amadeus
- Út Indiába
- Smaragderdő
- A kis szemtanú

### Legjobb jelmez
Gengszterek klubja
- Amadeus
- Út Indiába
- Legenda

### Legjobb vágás
Amadeus
- A kis szemtanú
- A tánckar
- Vissza a jövőbe

### Legjobb smink
Amadeus
- Smaragderdő
- Legenda
- Maszk

### Anthony Asquith-díj a legjobb filmzenének
A kis szemtanú - Maurice Jarre
- Út Indiába - Maurice Jarre
- Beverly Hills-i zsaru - Harold Faltermeyer
- Smaragderdő - Junior Homrich, Brian Gascoigne

### Legjobb díszlet
Brazil
- Amadeus
- Út Indiába
- Vissza a jövőbe

### Legjobb hang
Amadeus
- Gengszterek klubja
- Carmen
- A tánckar

### Legjobb vizuális effektek
Brazil
- Kairó bíbor rózsája
- Vissza a jövőbe
- Legenda